# Oroha (Sprache)
Oroha (auch Oraha oder Mara Ma-Siki genannt) ist eine ozeanische Sprache, die auf den Salomonen gesprochen wird, jedoch schon fast ausgestorben ist.

## Sprachliche Charakteristik

### Zahlwörter
| Zahl | Kardinalzahlen | Ordinalzahlen |
| ---- | -------------- | ------------- |
| 1    | ʻeta           | ʻetana        |
| 2    | rua            | ruana         |
| 3    | ʻooru          | ʻooruna       |
| 4    | hai            | haina         |
| 5    | nima           | nimana        |
| 6    | ʻoono          | ʻoonona       |
| 7    | hiu            | hiuna         |
| 8    | waru           | waruna        |
| 9    | siwa           | siwana        |
| 10   | tanaharu       | tanaharuʻana  |

### Grundwortstellung
Die normale Wortstellung ist Subjekt-Verb-Objekt (SVO):
- Nau horia poo.  „Ich kaufte ein Schwein.“

### Einige Wörter des Grundwortschatzes
- ʻiau „ja“
- mao „nein“